# Вища духовна семінарія Пресвятого Серця Ісуса (Ворзель)
Вища духовна семінарія Пресвятого Серця Ісуса — вищий духовний навчальний заклад Києво-Житомирської дієцезії РКЦ, що розташовується у смт. Ворзель, Київської області. Сучасний навчальний заклад створено 1995 року. До 1919 р. діяла її попередниця в Житомирі, а протягом міжвоєнного періоду в Луцьку.

## Історія
1995 єпископ Ян Пурвінський відновив її у смт Ворзель під назвою Вища духовна семінарія Найсвятішого Серця Ісуса. 4 травня 2002 рукоположено 5 нових священиків. Загалом упродовж 14-ти років функціонування у семінарії підготовлено до служіння 22-х священиків (2 з яких продовжили освіту в Римі). Станом на 2009 тут навчалося 37 семінаристів з 4-х спільнот: Конгрегації місіонерів св. Вікентія де Поля, Місійної дієцезіальної семінарії «Redemporis Mater», Облати Непорочної Діви Марії, а також студенти з Києво-Житомирської, Луцької, Одесько-Сімферопольської та Харківсько-Запорізької дієцезій. Станом на 2021 р. семінарію закінчило понад 30 священиків.

## Ректори
- о. Ришард Шміст, 1995—1999
- о. Єжи Лікерський, 1999—2001
- о. Віталій Скомаровський, 2001—2011
- о. Віталій Безшкурий
- о. Руслан Михалків

## Навчальний процес
Навчальна програма передбачає 6-річний курс філософсько-богословський студій та душпастирську практику.